# Wenne
Die Wenne ist ein gut 31 km langer, orografisch linker und südlicher Nebenfluss der Ruhr im nordrhein-westfälischen Hochsauerlandkreis. 

## Name
Das Gewässer wurde erstmals um das Jahr 1610 als Wene flu schriftlich erwähnt.

## Geographie

### Verlauf
Die Wenne entspringt an der Westflanke des 528,1 m hohen Robecker Bergs, etwa 1,6 km nordwestlich von Schmallenberg auf einer Höhe von 487 m ü. NN. 
Von hier aus fließt sie zuerst nach Südwesten, wendet aber bald ihren Lauf in einem weiten Bogen nach Norden. Sie zieht an den Ortschaften Obringhausen, Berghausen und Oberberndorf vorbei, dann durchfließt sie Niederberndorf, Menkhausen, Grimminghausen, Lochtrop, Frielinghausen, Bremke, Wenholthausen und Berge, bevor sie bei Wennemen auf 234 m ü. NN linksseitig in die Ruhr mündet.
Auf ihrer 31,1 km langen Flussstrecke überwindet die Wenne einen Höhenunterschied von 253 m, was einem mittleren Sohlgefälle von 8,0 ‰ entspricht.

### Einzugsgebiet
Das 218,607 km² große Einzugsgebiet der Wenne liegt im Naturraum Süderbergland und wird durch sie über die Ruhr und den Rhein zur Nordsee entwässert.
Die Flächenverteilung des Einzugsgebiets der Wenne:

### Nebenflüsse
Wichtigster Nebenfluss der Wenne ist die 14,8 km lange linksseitige Salwey bei Eslohe, die mit ihrem 67,939 km² großen Einzugsgebiet einen Anteil von 31 % an dem der Wenne hat. 
Die bei Frielinghausen mündende rechtsseitige Leiße hat eine Länge von 13,9 km. Alle weiteren Nebenflüsse sind kürzer als 10 km.
Im Folgenden werden die Nebenflüsse in der Reihenfolge von der Quelle zur Mündung genannt, die von der Bezirksregierung Köln (ehemaliges Landesvermessungsamt) geführt werden. Angegeben sind in der Regel die orografische Lage der Mündung, die Länge, die Größe des Einzugsgebiets, die Höhenlage der Mündung und die Gewässerkennzahl.
| Name             | Lage   | Länge in km | EZG in km² | Mündungshöhe in m ü. NHN | GKZ      |
| ---------------- | ------ | ----------- | ---------- | ------------------------ | -------- |
| N.N.             | rechts | 00,9        |            | 400                      | 27616112 |
| Weiste/Wurmbach  | links  | 02,6        | 03,039     | 354                      | 2761612  |
| Wehrsiepen/Werde | links  | 06,2        | 09,821     | 348                      | 2761614  |
| Arpe             | links  | 07,3        | 17,447     | 339                      | 276162   |
| Leiße            | rechts | 13,9        | 23,393     | 307                      | 276164   |
| Ilpe             | rechts | 08,3        | 12,571     | 301                      | 276166   |
| Reismecke        | rechts | 04,5        | 08,755     | 298                      | 2761672  |
| N.N.             | links  | 01,5        |            | 296                      | 27616732 |
| Mesmecke         | rechts | 01,9        | 02,004     | 286                      | 2761674  |
| Salwey           | links  | 14,8        | 67,939     | 284                      | 276168   |
| Büemke           | rechts | 04,4        | 06,830     | 276                      | 2761692  |
| Silpke           | rechts | 01,6        |            | 275                      | 27616932 |
| Mathmecke        | links  | 04,1        | 04,873     | 272                      | 2761694  |
| Eßmecke          | links  | 01,2        | 01,557     | 265                      | 27616952 |
| Arpe             | links  | 08,7        | 19,599     | 245                      | 2761696  |

## Natur und Umwelt

### Schutzgebiete

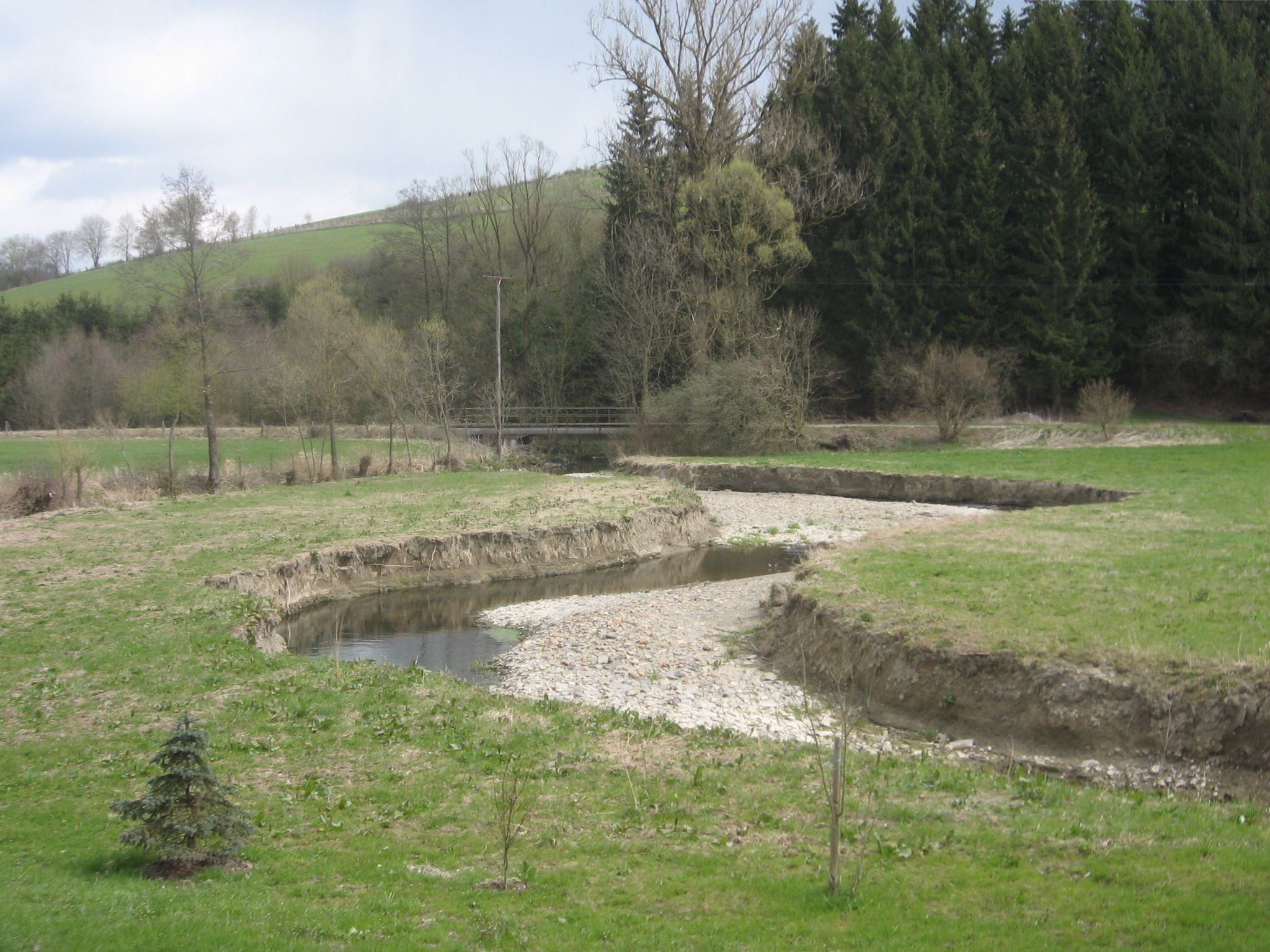
Wennemäander mit Uferabbruch und Schotterbank bei Schmallenberg-Menkhausen

Bis auf Ortslagen verläuft der Fluss innerhalb von Schutzgebieten für die Natur. Der Oberlauf liegt größtenteils im Landschaftsschutzgebiet Voßmecke und Wennetal zwischen Obringhausen und Niederberndorf. Im Mittellauf liegen große Bereiche im Landschaftsschutzgebiet Wenneaue von Niederberndorf bis nördlich Grimminghausen, im Landschaftsschutzgebiet Wenne und Zufluss bei Lochtrop und im Landschaftsschutzgebiet Wenne zwischen Frielinghausen und Kläranlage Bremke. Große Teile des Unterlaufs der Wenne sind als Naturschutzgebiet Wennetal, als Landschaftsschutzgebiet Ruhrtal und Wennetal bei Wennemen und als FFH-Gebiet Wenne ausgewiesen worden. Das Landschaftsschutzgebiet Wennetal von südlich Wenholthausen bis südlich Gut Blessenohl und das Landschaftsschutzgebiet Wenne mit Zufluss bei Haus Wenne dienen als Pufferzone für das Naturschutzgebiet Wennetal und umfassen keine Bereiche der Wenne selbst.

### Wasserqualität und Fauna
Die Wasserqualität der Wenne hat sich in den letzten Jahren verbessert. Sie gilt als gutes Angelrevier für Forellen und Äschen. An der Wenne wurden bisher Eisvogel, Wasseramsel, Gebirgsstelze und Stockente als Brutvögel nachgewiesen. Als Nahrungsgäste treten Fischreiher und Schwarzstorch auf.